# La Tour de Barbela
A torre da Barbela
La Tour de Barbela (en portugais A torre da Barbela) est le deuxième roman de l’écrivain portugais Ruben A., paru en 1964.